# Замок Мацумаэ
Замок Мацумаэ (яп. 松前城 Мацумаэ-дзё) расположен в посёлке Мацумаэ на острове Хоккайдо, Япония. Он был владением (ханом) рода Мацумаэ.
Первое построенное в 1606 году самураем Мацумаэ Ёсиро здание Фукуяма тате сгорело в 1637 году, но было восстановлено в 1639 году. Современные оборонительные сооружения возникли в 1854 году. В 1868 году замок пал под натиском Синсэнгуми, военных сил, подконтрольных клану Токугава. В 1875 году административное здание, три башни и артиллерийские позиции были снесены. В 1941 году замок объявлен национальным достоянием. Главные ворота и донжон сгорели в 1949 году. В 1960 году одна башня была восстановлена.
Замок входит в разряд равнинных. Он находился на границе сёгуната Токугава и служил для защиты от народа айну и российских посланцев. Ворота Хоммару Гомон — единственные нетронутые и непередвинутые сооружения периода Эдо.